# Javorník, Hodonín
Javorník là một làng thuộc huyện Hodonín, vùng Jihomoravský, Cộng hòa Séc.